# Pjosa
Die Pjosa (russisch Пёза; auch Pesa) ist ein 363 Kilometer langer rechter Nebenfluss der Mesen im Nordosten des europäischen Teils Russlands.

## Verlauf
Die Pjosa entsteht in 61 m Höhe an der Westflanke des nördlichen Timanrückens aus der von rechts kommenden Rotschuga sowie der Bludnaja von links. Die mehrere Dutzend Kilometer langen Quellflüsse entspringen in den höheren Lagen des Timanrückens bei gut 200 m. Die Pjosa durchfließt in westlicher Richtung, in einem weiten Tal stark mäandrierend den äußersten Nordosten des Festlandteils der Oblast Archangelsk. Sie mündet oberhalb des Dorfes Dorogorskoje in nur 4 m Höhe in die Mesen, gut 30 km südöstlich der gleichnamigen Kleinstadt Mesen.
Die wichtigsten Nebenflüsse sind Zjema, Tscheza und Njafta von links sowie die Loftura von rechts. Im Einzugsgebiet des Flusses gibt es eine große Anzahl von Seen.

## Hydrographie
Das Einzugsgebiet der Pjosa umfasst 15.100 km². In Mündungsnähe erreicht der Fluss eine Breite von gut 250 Metern bei einer Tiefe von bis zu zwei Metern; die Fließgeschwindigkeit beträgt hier 0,3 m/s.
Die Pjosa gefriert von November bis in die erste Maihälfte. Die Wasserführung beim Messpunkt Igumnowo, 66 km oberhalb der Mündung beim Dorf Bytschje, beträgt im Jahresdurchschnitt 123 m³/s bei einem minimalen Monatsmittel von 20,3 m³/s im März und einem maximalen Monatsmittel von 547 m³/s im Mai sowie einem absoluten Maximum von mehr als 2500 m³/s.

## Infrastruktur
Die Pjosa ist ab Safonowo auf 301 km bei hohem Wasserstand schiffbar.
Städte gibt es entlang des Flusses nicht, aber die ländlichen Siedlungen Safonowo, Mossejewo und Bytschje mit einer Reihe von Ortsteilen. Die Ortschaften am Ober- und Mittellauf sind im Sommer nur auf dem Wasserweg, im Winter über eine Eisstraße auf der Pjosa erreichbar, da ganzjährig befahrbare Straßen – außer nach Bytschje – in dem Gebiet fehlen. Die Straße, die von der Stadt Mesen das rechte Ufer des Flusses Mesen aufwärts bis zur Mündung seines größten Nebenflusses Waschka bei Leschukonskoje führt, überquert die Pjosa unweit ihrer Mündung mittels einer Autofähre.